# Trawomyszka zuluska
Trawomyszka zuluska (Rhabdomys dilectus) – gatunek gryzonia z rodziny myszowatych, występujący w Afryce Południowej i Wschodniej.

## Systematyka
Gatunek został opisany naukowo w 1897 roku przez W.E. de Wintona; miejsce typowe to Mazowe w prowincji Maszona Środkowa w Zimbabwe. Odrębność tego gatunku od trawomyszki namibskiej (Rhabdomys pumilio) zasugerowano ponownie w 2003 roku, na podstawie genów kodujących cytochrom b w mitochondrialnym DNA. Może dzielić się na dwa podgatunki, R. d. dilectus w północnej części zasięgu i R. d. chakae w Południowej Afryce. Konieczna jest rewizja systematyki trawomyszek.

## Występowanie
Trawomyszka zuluska występuje od wschodniej RPA, poprzez wschodnie Zimbabwe, środkowo-zachodni Mozambik, Malawi, północno-wschodnią Zambię, południowo-wschodnią Demokratyczną Republikę Konga, po wyżyny Tanzanii, Kenii, wschodniej Ugandy i południowej oraz środkowej Angoli. Preferuje wilgotniejsze siedliska niż trawomyszka namibska.

## Wygląd
Jest to mała mysz, mająca charakterystyczne paski na grzbiecie: dwa białawe lub kremowe, obrzeżone przez cztery paski czarne lub brązowe. Poza tym sierść grzbietu i głowy jest żółtobrązowa do cętkowanej płowej; występuje zróżnicowanie geograficzne ubarwienia. Uszy pokrywają krótkie rude lub rudobrązowe włosy. Spód ciała i nogi są bledsze niż wierzch. Ogon jest rzadko owłosiony, czarny od góry i żółtawobrązowy lub szary od spodu.

## Populacja
Międzynarodowa Unia Ochrony Przyrody uznaje trawomyszkę zuluską za synonim trawomyszki namibskiej, będącej gatunkiem najmniejszej troski. Pozycja systematyczna tego taksonu nie jest pewna; populacje zamieszkujące odizolowane góry w Afryce Wschodniej mogą wymagać ochrony.